# David Calder (skådespelare)
David Ian Calder, född 1 augusti 1946 i Portsmouth i Hampshire, är en brittisk skådespelare. Calder har bland annat medverkat i Doktor Bramwell (1995-1998), Världen räcker inte till (1999), Parfymen: Berättelsen om en mördare (2006), Mumien: Drakkejsarens grav (2008) och Titanic (2012).

## Filmografi i urval
- 1978 – Superman – The Movie
- 1978–1979 – Coronation Street (TV-serie)
- 1987 – Bergerac (TV-serie)
- 1991 – American Friends
- 1992 – Riddarna på Covington Cross (TV-serie)
- 1995–1998 – Doktor Bramwell (TV-serie)
- 1997 – FairyTale: A True Story
- 1999 – Världen räcker inte till
- 2000 – Ett fall för Dalziel & Pascoe (TV-serie)
- 2003 – Morden i Midsomer (TV-serie)
- 2003 – Hitler - Ondskans natur (TV-serie)
- 2003 – The Mayor of Casterbridge (TV-serie)
- 2004 – Kommissarie Lynley (TV-serie)
- 2005 – Wallis & Edward
- 2006 – Ett fall för Frost (TV-serie)
- 2006 – Parfymen: Berättelsen om en mördare
- 2006 – Goya's Ghosts
- 2008 – Mumien: Drakkejsarens grav
- 2010 – Marple (TV-serie)
- 2012 – Titanic
- 2012 – Kommissarie Lewis (TV-serie)
- 2013 – Mr Selfridge (TV-serie)
- 2013 – Rush
- 2015 – The Lady in the Van
- 2016 – The Moonstone (TV-serie)
- 2016 – The Lost City of Z
- 2018 – Barnmorskan i East End (TV-serie)